# Carl Joseph Bronzetti

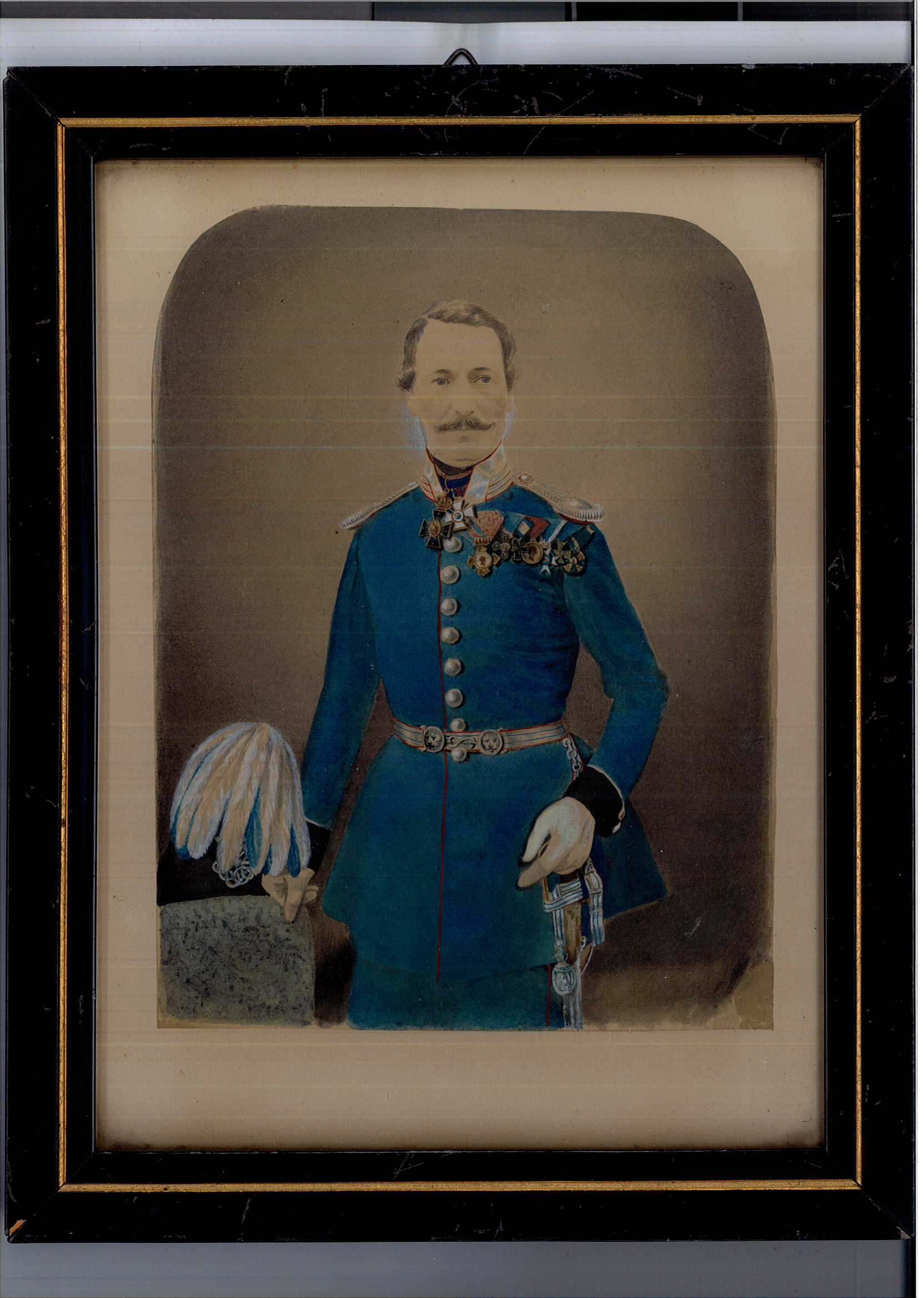
Carl Joseph Bronzetti

Carl Joseph Bronzetti (* 27. Juni 1788 in Roveré della Luna, deutsch Eichholz, als Carlo Giuseppe Bronzetti; † 13. Mai 1854 in Landau in der Pfalz) war ein bayerischer Offizier und Schriftsteller.

## Herkunft und Jugend
Carl Joseph Bronzetti wurde am 27. Juni 1788 als Carlo Giuseppe Bronzetti als neuntes von zehn Kindern im damals österreichischen Roveré della Luna geboren.
Er war bereits mit 13 Jahren Vollwaise. Seine Eltern, Andrea Bronzetti (* 17. Dezember 1744 in Giovo; † 12. Januar 1801 in Roveré) und Teresa Pellegrini (* 1748 in Giovo; † 6. August 1801 in Roveré), waren an Malaria gestorben. Sein Vater, ein gut verdienender Holzhändler, hatte 1784 ein stattliches Anwesen in Roveré gekauft, in dem seine drei jüngsten Kinder geboren wurden, heute bekannt als „Casa Bronzetti“.
Nach dem Tod der Eltern übernahm der Bruder Giovanni (* 6. Februar 1777 in Giovo) die Vormundschaft über Carl Joseph. Er schickte ihn, zusammen mit seinem Bruder Domenico, auf verschiedene Schulen, u. a. in das Internat in Polling (bei Weilheim, Oberbayern), wo er jedoch wegen der Säkularisation des Klosters im Jahr 1803 nicht bleiben konnte. Anschließend schloss er seine Schulausbildung in Brixen ab.
Zwei Söhne des Bruders Domenico Bronzetti fielen als Kämpfer um die Unabhängigkeit Italiens unter Giuseppe Garibaldi: Narciso Bronzetti (* 5. Juni 1821 in Cavalese, † 17. Juni 1859 in Brescia nach der Schlacht von Treponti) und Pilade Bronzetti (* 23. November 1832 in Mantua; gefallen am 1. Oktober 1860 in Castel Morrone).
Nach den „Fratelli Bronzetti“ sind zahlreiche Straßen und Plätze sowie einige Schulen in Italien benannt und sogar eine Straße in der ehemaligen Hauptstadt der Philippinen, Quezon City.

## Soldat und Schriftsteller
Mit 17 Jahren meldete Bronzetti sich freiwillig zum Militär und wurde österreichischer Soldat im Infanterie-Regiment Neugebaur Nr. 9. Bei seinem ersten Kriegseinsatz gegen die Franzosen wurde er am 20. Oktober 1805 in der Schlacht bei Verona verletzt und kehrte nach einem Aufenthalt im Lazarett in seinen Heimatort zurück.
Während dieser durch die Verletzung erzwungenen Untätigkeit Bronzettis schlug Napoleon die Österreicher am 2. Dezember 1805 bei Austerlitz und zwang sie im Frieden von Pressburg am 26. Dezember 1805 dazu, das Gebiet bis zum Gardasee an Bayern abzutreten. Bronzetti beantragte daraufhin seine Entlassung aus dem österreichischen Militärdienst, die ihm jedoch erst am 31. Oktober 1806 gewährt wurde.
Am 1. April 1807 wurde Bronzetti bayerischer Soldat, sein Eintritt in das bayerische Heer erfolgte in Innsbruck als Junker im 9. Infanterie-Regiment „Ysenburg“. Der Standort seines Regiments war Bamberg, wohin es Ende April 1807 zog. Dort war Bronzetti stationiert, bis er 1830 nach Landau in der Pfalz versetzt wurde. Seine Beförderungsurkunden aus dieser Zeit (Unterlieutenant am 17. Juli 1807, Oberlieutenant am 30. Mai 1811, Kapitän 2. Klasse am 10. August 1813, Kapitän 1. Klasse am 9. Oktober 1825) tragen die Unterschrift von König Maximilian I. Joseph.
Im Juli 1807 zog sein Regiment von Bamberg nach Norden, gegen die Schweden. Nach der Belagerung und Übergabe von Greifswald und Stralsund traf das Regiment am 8. September 1807 auf der Insel Rügen ein. Am 27. Juli 1809 nahm er während des Tiroler Volksaufstands an dem Gefecht an der Halbstundenbrücke bei Tatzenbach teil.
Bronzetti nahm mit dem bayerischen Heer am Russlandfeldzug Napoleons teil. In der Schlacht von Polozk erlitt er am 18. August 1812 eine Beinverletzung, die ihn dazu zwang, nach einem Lazarettaufenthalt in die Heimat zurückzukehren. Erst am 10. Dezember 1812 konnte er den Rückmarsch beginnen, der ihn über Darkehmen, Angerburg, Rastenburg, Sensburg, Plock, Posen, Glogau, Hoyerswerda, Meissen, Hof und Bayreuth führte. Am 13. Januar 1813 kam er in Bamberg an.
Nachdem Bayern mit dem Vertrag von Ried vom 8. Oktober 1813 die Seiten gewechselt hatte, kämpfte Bronzetti Ende Oktober 1813 in der Schlacht bei Hanau gegen die Franzosen. Ende März 1814 marschierten die alliierten Truppen in Paris ein, auch Bronzetti war dabei. Nach der Herrschaft der Hundert Tage Napoleons im Jahr 1815 und dessen Niederlage bei Waterloo marschierte Bronzetti auch nochmals durch Paris und blieb im Departement sur le Lyonne bis zum Oktober 1816. Erst am 22. Dezember 1816 kam er nach Bamberg zurück.
Ab November 1832 nahm Bronzetti an der Griechenland-Expedition des Bayerischen Heeres unter König Otto teil.
Nach der Rückkehr aus Griechenland im Mai 1835 war Bronzetti wieder in Landau in der Pfalz stationiert, wo er wegen der ausbleibenden Beförderung seine Pensionierung beantragte, die ihm am 28. September 1840 gewährt wurde, unter Beförderung zum Major.

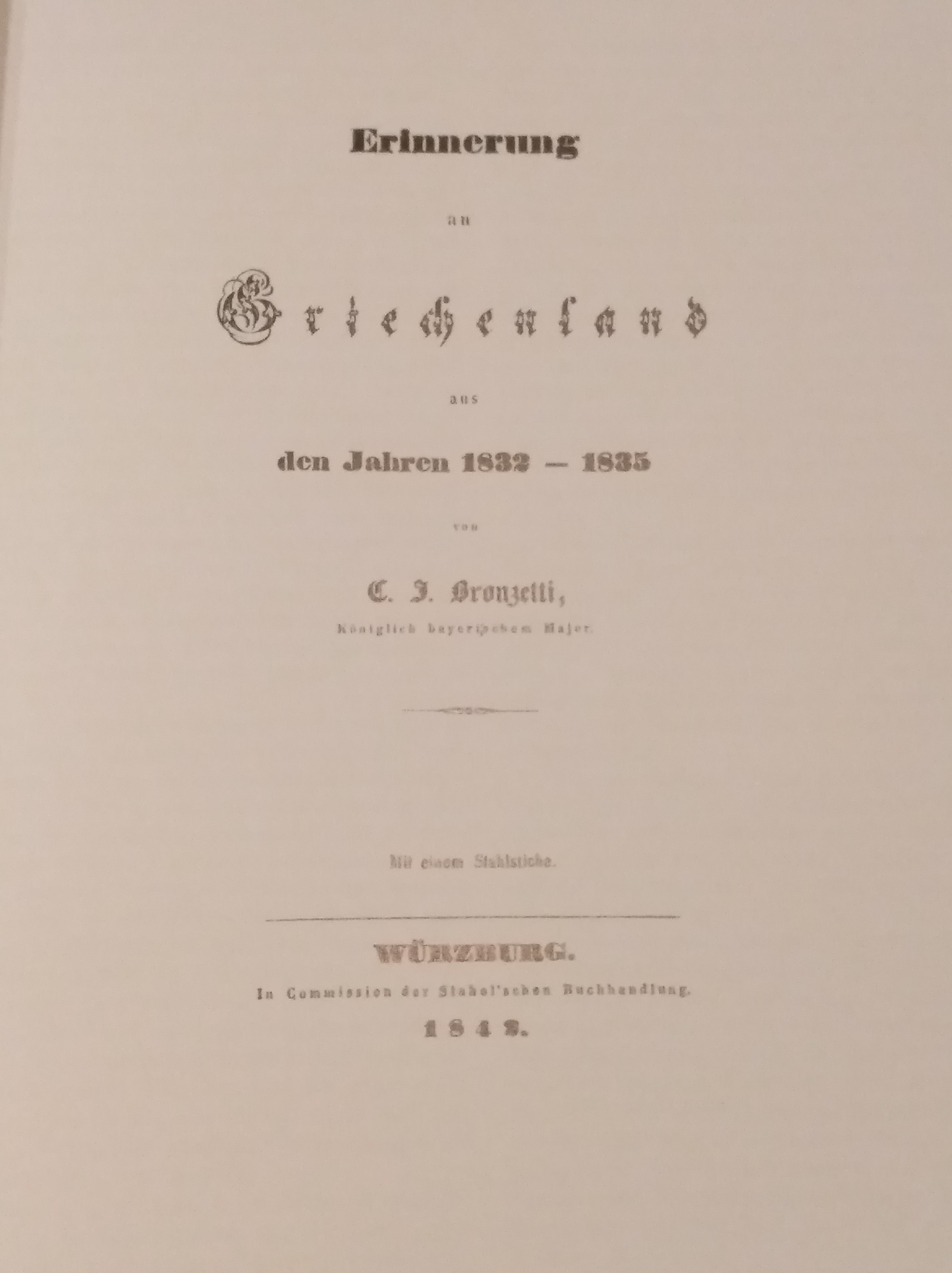
Buch: Erinnerung an Griechenland aus den Jahren 1832–1835 von Carl Joseph Bronzetti

Nach seiner Pensionierung schrieb er über die Zeit in Griechenland die Erinnerung an Griechenland aus den Jahren 1832–1835.
Schon im Jahr 1843 beantragte Bronzetti die Wiedereinsetzung in den aktiven Dienst, die ihm erst am 18. Oktober 1844 gewährt wurde, als Platzmajor in Landau. Sowohl seine Entlassung als auch seine Wiedereinsetzung tragen die Unterschrift von König Ludwig I. Mehrere Anträge Bronzettis, wieder in das Linienregiment versetzt zu werden, wurden abgelehnt. Am 31. März 1848 erfolgte seine Beförderung zum Oberstleutnant und am 30. Juni 1851 zum Oberst. Beide Urkunden tragen die Unterschrift von König Maximilian II.
Bronzetti starb am 13. Mai 1854 in Landau in der Pfalz an einem Schlaganfall. Bis zu seinem Tod mit fast 66 Jahren war er im aktiven Dienst.

## Bronzetti als Künstler
Bronzetti hat sich auch als Maler betätigt. Im Jahr 1816 fing er an zu zeichnen und fertigte ein Jahr darauf bereits Lithografien. Der Bibliothekar, Heinrich Joachim Jaeck, erwähnt sechs Werke von Bronzetti.

## Auszeichnungen und Orden
König Otto von Griechenland verlieh Bronzetti am 10. Junijul. / 22. Juni 1836greg. das silberne Ritterkreuz des Erlöser-Ordens.
König Maximilian II. von Bayern zeichnete Bronzetti am 12. August 1849 mit dem Komturkreuz des Verdienstordens vom Heiligen Michael und am 30. April 1852 anlässlich seines 35-jährigen Dienstjubiläums mit dem Ehrenkreuz des Ludwigsordens aus.
Großherzog Ludwig III. von Hessen verlieh Bronzetti am 17. Juli 1852 das Komturkreuz II. Klasse des Philippsordens.
Prinzregent Friedrich von Baden verlieh Bronzetti am 27. September 1852 das Ritterkreuz des Ordens vom Zähringer Löwen.
In einem Begleitschreiben bedankte sich Friedrich von Baden für das Tagebuch über die Schicksale der Festung Landau im Jahre 1849. Dieses Tagebuch wurde erst im Jahr 1905 in zehn Ausgaben des Landauer Anzeigers veröffentlicht. Wegen der Übersendung des Tagebuchs an Friedrich von Baden erhielt Bronzetti eine Missbilligung.

## Ehe und Nachkommen
Am 26. Mai 1813 heiratete Bronzetti Helene Ott (1790–1855), Tochter eines Spitalamtmanns.
Am 17. September 1812 kam die Tochter Maria Barbara, genannt Babett, in Bamberg auf die Welt, während Bronzetti nach seiner Verletzung auf den Rückmarsch aus Polen wartete. Babett heiratete am 28. Dezember 1841 in München Freiherr Ernst von Lerchenfeld. Sie starb am 3. März 1899 in München. Am 10. Juli 1815 kam Carl Josephs Sohn Heinrich in Bamberg auf die Welt. Er war 1870 bis 1874 Kommandeur des 3. Feldartillerie-Regiments „Königin Mutter“ und avancierte zum Generalmajor.

## Nachwirkung
Im Jahr 2000 richtete die Gemeinde Roveré della Luna in der Casa Bronzetti, dem Geburtshaus Carl Josephs, ein Museum ein, mit Dokumenten über diesen und die „Fratelli Bronzetti“, die Söhne seines zwei Jahre älteren Bruders Domenico (* 24. Februar 1786 in Roveré; † 8. März 1876 in  Genua).
Am 27. Juni 2014, dem 226. Geburtstag von Carl Joseph Bronzetti, ließ die Gemeinde Roveré della Luna an dessen Geburtshaus eine Gedenktafel anbringen. Die Enthüllung der Tafel nahm sein Urururenkel Heinrich Jaeger aus München vor.
Zwischen Roveré della Luna, seiner Geburtsstadt, und Bamberg, seiner ersten Garnisonsstadt in Bayern, findet seit 2011 ein regelmäßiger Austausch statt. Weitere Treffen fanden in den Jahren 2014 und 2016 statt. Zum Weltkulturerbelauf am 30. April 2017 besuchte eine Gruppe von 30 Personen aus Roveré della Luna Bamberg und wurde dort vom Oberbürgermeister empfangen. Zu dieser Gruppe haben sich auch Nachkommen Carl Joseph Bronzettis gesellt.